# John Port (juez)
Sir John Port (aprox. 1472 - aprox. 14 de marzo de 1540), juez, fue hijo de Henry Port de Chester. Estuvo involucrado en los juicios de Sir Tomás Moro, John Fisher y Ana Bolena.

## Familia
John Port nació alrededor de 1472 en Chester, donde sus ancestros habían sido comerciantes durante algunas generaciones. Su padre, Henry Port, fue sheriff de Chester en 1471-2y luego alcalde de Chester en 1486-7, y su madre, Anne Barrow, era hija de Robert Barrow, también sheriff de Chester en 1488-9 y 1506-7, luego alcalde de Chester en 1526-7.

## Carrera
Para 1495, Port se había establecido en Etwall, en Derbyshire, como resultado de su matrimonio con la hija de John Fitzherbert (fallecido en 1502).
Port estudió derecho en el Middle Temple, donde fue Lector en 1509, Lector de Cuaresma y tesorero en 1515, y gobernador en 1520. En 1504 fue uno de los comisionados designados para recaudar un subsidio en Derbyshire. El 2 de junio de 1509 fue nombrado procurador del Rey, y el 26 de noviembre firmó una proclamación como miembro del Consejo Privado. En el mismo año fue "guardián de los libros del Rey", y en 1511 fue secretario del guardarropa. Antes de 1512 fue nombrado abogado del Conde de Chester, y en ese año apareció como uno de los comisionados seleccionados para investigar las extorsiones de los maestros de la ceca.
En 1515 y en la mayoría de los años siguientes, sirvió en la comisión de paz en Derbyshire. En 1517 fue secretario de intercambio en la Torre de Londres, y en 1522 fue nombrado serjeant-at-law. Adquirió una extensa práctica como abogado, y en 1525 fue nombrado Justicia del Banco del Rey y caballero.
Fue miembro de la comisión de entrega de cárceles en York, y en junio se unió al circuito norteño como juez de asistencia. También fue miembro del consejo de la princesa María. En 1535 fue nombrado para la comisión de audiencia y terminación para Middlesex para juzgar a John Fisher y Tomás Moro, y al año siguiente fue empleado de manera similar con respecto a Ana Bolena.
Port murió el o alrededor del 14 de marzo de 1540.
El hijo de Port, John Port el Joven, tuvo un papel destacado en las transacciones relacionadas con la fundación del Brasenose College, Oxford. Le dio un jardín situado en el lado sur del college, y completó el legado de £200 de John Williamson para proporcionar estipendios para dos personas suficientes y capaces para leer y enseñar abiertamente en el salón, uno filosofía y el otro 'humanidades'. El estipendio era (entonces) de 4 chelines al año, pero la limitación a los descendientes de Williamson y Port fue abolida por la Universidad de Oxford en 1854. John el Joven también fue el fundador de la Repton School, y la tierra donde alguna vez estuvo la casa solariega de la familia en Etwall ahora son los terrenos de una escuela secundaria que aún conserva el escudo de armas de la familia Port, tres pájaros, en su propio escudo escolar.

## Matrimonios y descendencia
Port se casó primero con Joan FitzHerbert, viuda de John Pole de Radbourne, Derbyshire, y hija y coheredera de John FitzHerbert (f.1502), Recaudador del Rey del Tesoro, con quien tuvo un hijo, Sir John Port, y tres hijas:
- Ellen Port, quien se casó primero con Sir Edmund Pierrepont de Holme, Nottinghamshire, y segundo con Sir John Babington.[5]
- Barbara Port, quien se casó con Sir John Francys de Foremark.[5]
- Maria Port, quien se casó con Sir George Finderne de Findern.[5]

Port se casó en segundo lugar, en la década de 1520, con Margery Trafford (f.1540), viuda de Sir Thomas Gerard (f.1523), e hija de Sir Edmund Trafford de Trafford, Lancashire, con quien no tuvo descendencia.